# Renato Boccardo

Erzbischofswappen von Renato Boccardo

Renato Boccardo (* 21. Dezember 1952 in Sant’Ambrogio di Torino, Provinz Turin, Italien) ist Erzbischof von Spoleto-Norcia.

## Leben
Der aus dem Piemont stammende Boccardo war Seminarist am Almo Collegio Capranica in Rom und empfing am 25. Juni 1977 die Priesterweihe für das Bistum Susa.
1982 trat er als Diplomat in die Dienste des Heiligen Stuhles und wurde an den Apostolischen Nuntiaturen in Bolivien, Kamerun und Frankreich tätig. Papst Johannes Paul II. verlieh ihm am 20. Januar 1986 den Ehrentitel Kaplan Seiner Heiligkeit (Monsignore). Am 8. Juli 1992 berief ihn Johannes Paul II. zum Leiter des Jugendbüros im Päpstlichen Rat für die Laien; in dieser Tätigkeit war er unter anderem für die Weltjugendtage 1993, 1995, 1997 und 2000 und für die Wallfahrt der europäischen Jugend 1995 nach Loreto zuständig.
Am 22. Juni 1994 verlieh ihm Johannes Paul II. den Titel Ehrenprälat Seiner Heiligkeit und ernannte ihn am 29. November 2003 zum Titularbischof von Aquipendium und Sekretär des Päpstlichen Rates für die sozialen Kommunikationsmittel. Zeitgleich versah er den Dienst des Päpstlichen Reisemarschalls. Die Bischofsweihe spendete ihm Kardinalstaatssekretär Angelo Sodano am 24. Januar 2004 im Petersdom. Renato Boccardo wählte sich den Wahlspruch Non erubesco evangelium („Ich schäme mich des Evangeliums nicht“), der dem Brief des Paulus an die Römer (Röm 1,16 ) entstammt. Am 22. Februar 2005 berief ihn Johannes Paul II. zum Generalsekretär des Gouverneurs des Vatikanstaates. In dieser Funktion zeichnete Boccardo auch verantwortlich für die technische und logistische Organisation der Sedisvakanz im April 2005.
Am 16. Juli 2009 ernannte ihn Papst Benedikt XVI. zum Erzbischof von Spoleto-Norcia. Die Amtseinführung fand am 11. Oktober desselben Jahres statt.